# CiNii
CiNii es un servicio de referencias bibliográficas, o base de datos bibliográfica, de material incluido en las bibliotecas académicas japonesas, que se centra especialmente en obras en japonés e inglés publicadas en Japón. Permite realizar, de manera gratuita, búsquedas de información académica en artículos, libros y disertaciones. La base de datos fue fundada en abril de 2005 y su mantenimiento corre al cargo del National Institute of Informatics. El servicio de búsquedas en las bases de datos en mantenida por el propio NII, así como las bases de datos proporcionadas por la Biblioteca Nacional de la Dieta de Japón, repositorios institucionales, y otras organizaciones.
La base de datos contiene más de 17 millones de artículos de más de 7000 publicaciones. Un mes normal (en 2012) recibía más de 30 millones de accesos de 2,2 millones de visitantes individuales, y es la mayor y más completa base de datos de su clase en Japón. Aunque la base de datos es multidisciplinar, la mayor parte de las consultas que recibe es en el campo de las ciencias humanas y sociales, tal vez porque CiNii es la única base de datos que cubre trabajos académicos japoneses en ese campo (a diferencia de las ciencias naturales, formales, y médicas que se benefician de otras bases de datos).

## Identificadores
La base de datos asigna un identificador único, NII Article ID (NAID), a cada una de sus entradas de artículos de revistas. Para los libros se utiliza un identificador diferente, el NII NACSIS-CAT ID (NCID).